# Мюллер, Габи
Габриэ́ла Мю́ллер-Фе́рбист (нем. Gabriela Müller-Verbiest; 21 ноября 1974) — швейцарская гребчиха-байдарочница, выступала за сборную Швейцарии в середине 1990-х годов. Серебряная призёрша летних Олимпийских игр в Атланте, победительница многих регат национального и международного значения.

## Биография
Габи Мюллер родилась 21 ноября 1974 года. Активно заниматься греблей начала с раннего детства, проходила подготовку в городе Рапперсвиле в местном одноимённом спортивном клубе.
Первого серьёзного успеха на взрослом международном уровне добилась в 1996 году, когда попала в основной состав швейцарской национальной сборной и благодаря череде удачных выступлений удостоилась права защищать честь страны на летних Олимпийских играх в Атланте. В зачёте четырёхместных байдарок вместе с Ингрид Хараламов-Райман, Даниэлой Баумер и Сабиной Айхенбергер завоевала серебряную медаль, проиграв лишь экипажу из Германии. Вскоре по окончании этих соревнований приняла решение завершить карьеру профессиональной спортсменки, уступив место в сборной молодым швейцарским гребчихам.
Впоследствии вышла замуж и сменила фамилию на Фербист.